# Efecto sinérgico
En farmacología, el término efecto sinérgico se emplea para una forma de interacción medicamentosa que da como resultado efectos combinados o aditivos con la administración de dos o más fármacos, que resultan ser mayores que aquellos que podrían haberse alcanzado si alguno de los medicamentos se hubiera administrado solo. Por ejemplo, tanto la vitamina E como la vitamina C tienen por sí solas efectos antioxidantes. Se ha demostrado que la administración simultánea de las vitaminas E y C tiene efecto sinérgico, es decir, disminuyen en mayor proporción la susceptibilidad a la oxidación de las lipoproteínas de baja densidad en sujetos fumadores y no fumadores, que cuando estas vitaminas son administradas de manera individual.

## Tipos
Una sinergia de suma es cuando el efecto final es aproximadamente igual a la suma de los efectos de ambos fármacos. Cuando el efecto final es mucho mayor del esperado por esta suma se trata de una sinergia de potenciación.

### Antibioterapia
El efecto sinérgico también denota una relación entre dos agentes antibióticos que, cuando se utilizan al mismo tiempo, producen un efecto antimicrobiano que es mayor que la suma de los efectos de los agentes individuales. Las relaciones entre los antibióticos utilizados en combinación contra diferentes agentes patógenos han sido estudiadas in vitro utilizando metodologías fundamentadas en la  concentración inhibitoria mínima.